# Pelidnota raingeardi
Pelidnota raingeardi är en skalbaggsart som beskrevs av Soula 2009. Pelidnota raingeardi ingår i släktet Pelidnota och familjen Rutelidae. Inga underarter finns listade i Catalogue of Life.